# Congregación del Inmaculado Corazón de María
La Congregación del Inmaculado Corazón de María (oficialmente en latín: Congregatio Immaculati Cordis Mariae) es una congregación religiosa católica masculina, clerical, misionera y de derecho pontificio, fundada por Teófilo Verbist, en un suburbio de Bruselas llamado Scheut, el 28 de noviembre de 1862. A los religiosos de este institutos se les conoce como misioneros del Corazón Inmaculado de María, misioneros de Scheut, o simplemente como scheutistas. Sus miembros posponen a sus nombres las siglas C.I.C.M.

## Historia

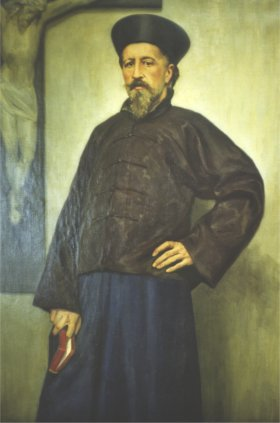
Teófilo Verbist (1823-1868), fundador de la congregación.

La congregación fue fundada por el sacerdote diocesano belga Teófilo Verbist, en la localidad de Scheut (Bruselas), donde se encontraba un antiguo santuario mariano, con el fin de responder a la invitación del gobierno francés de preparar misioneros que evangelizaran en China. De esa manera Verbist da inicio al instituto el 28 de noviembre de 1862, con la aprobación del cardenal Engelbert Sterckx, arzobispo de Malinas-Bruselas.
El instituto pasó a formar parte de las congregaciones religiosas católicas clericales de derecho pontificio, con la aprobación de la Congregación de Propaganda Fide, mediante decretum laudis de 1863, dándoles como administración la misión en Mongolia. El mismo fundador misionó en China, en la que actualmente es la diócesis de Chongli-Xiwanzi y murió en la localidad de Laohoukeou, en la Mongolia Interior (actualmente China).

## Organización

### Gobierno
La Congregación del Corazón Inmaculado de María es un congregación clerical internacional, de derecho pontificio y de gobierno centralizado. A la cabeza del instituto se encuentra el superior general, que es elegido para un periodo de seis años y es coadyuvado por su consejo. La curia general del instituto se encuentra en Roma.
Superiores generales
- Teófilo Verbist (1862-1868)
- Frans Vranckx (1869-1888)
- Jeroom Van Aertselaer (1888-1898)
- Adolf Van Hecke (1898-1908)
- Albert Botty (1908-1909)
- Florent Mortier (1909-1920)
- Joseph Rutten (1920-1930)
- Constant Daems (1930-1935)
- Jozef Vandeputte (como vicario general de 1935-1947; como superior general de 1947-1957),
- Frans Sercu (1957-1961)
- Omer Degrijse (1961-1967)
- Wim Goossens (1967-1974)
- Paul Van Daelen (1974-1981; 1981-1987)
- Michel Decraene (1987-1993)
- Jacques Thomas (1993-1999)
- Jozef Lapaw (1999-2005)
- Edouard Tsimba (2005-2011)
- Timothy Atkin (2011-en el gobierno)

### Actividades y presencias
Los scheutistas se dedican a las misión o evangelización de los pueblos, especialmente de aquellos que aún no conocen a Cristo.
Los miembros de esta congregación de sacerdotes y hermanos religiosos profesan los tres votos de pobreza, castidad y obediencia. Los llaman ordinariamente Misioneros de Scheut o scheutistas por el suburbio donde fue fundada la Congregación. En 2015, el instituto contaba con unos 878 religiosos (de los cuales 711 sacerdotes) y 60 comunidades, presentes en Bélgica, Brasil, Camerún, China (Hong Kong), República Democrática del Congo, República Dominicana, Guatemala, Haití, Indonesia, Italia, Japón, México, Mongolia, Filipinas, Países Bajos, Senegal, Singapur, Sudáfrica, Taiwán, Estados Unidos y Zambia.

## Misioneros de Scheut destacados
Muchos han sido los religiosos de este instituto que han ofrecido su vida al servicio de las misiones, especialmente entre los no cristianos. De ellos algunos han sido elevados a altas dignidades en la jerarquía de la Iglesia católica. 
- Teófilo Verbist (1823-1868); fundador de la congregación, murió mientras desempeñaba su misión en la Mongolia Interior.
- Jan Pieter Schotte (1928-2005); desempeñó diversas funciones en la Curia Romana, fue creado cardenal por el papa Juan Pablo II en 1994.
- Frédéric Etsou Nzabi Bamungwabi (1930-2007); religioso congolés, arzobispo de Kinshasa, creado cardenal por el papa Juan Pablo II en 1991.
- Wenceslao Selga Padilla (1949-2018); religioso filipino, elegido prefecto apostólico de Ulan Bator.